# Pataudi
Pataudi är en ort i Indien.   Den ligger i distriktet Gurgaon och delstaten Haryana, i den norra delen av landet, 60 km sydväst om huvudstaden New Delhi. Pataudi ligger 235 meter över havet och antalet invånare är 18 248.
Terrängen runt Pataudi är mycket platt. Runt Pataudi är det tätbefolkat, med 636 invånare per kvadratkilometer. Närmaste större samhälle är Bhiwadi, 15,1 km sydost om Pataudi. Trakten runt Pataudi består till största delen av jordbruksmark.